# الجاحفي (مبين)

تعديل مصدري - تعديل

الجاحفي هي إحدى قرى عزلة بني الشومي بمديرية مبين التابعة لمحافظة حجة، بلغ تعداد سكانها 105 نسمة حسب تعداد اليمن لعام 2004.